# کلوین ویلسون
کلوین ویلسون (انگلیسی: Kelvin Wilson؛ زادهٔ ۳ سپتامبر ۱۹۸۵) یک بازیکن فوتبال اهل بریتانیا است.